# Muday
El muday (del mapudungun muday) es un tipo de bebida  hecha mediante la fermentación de granos de cereales como maíz o trigo, o semillas como el piñón. Es una bebida tradicional del pueblo mapuche, indígenas del centro y sur de Chile y el suroeste de Argentina, que tiene semejanza con la chicha de maíz de otros lugares de América del Sur.

## Historia
La chicha o muday que elaboraban sus mujeres se obtenía principalmente en primavera y verano de los frutos maduros de diversas plantas y del maíz, siendo más difícil proporcionársela en invierno. Por lo general se la utilizaba en las ceremonias o para festejar visitantes. Tenía, sin embargo, varios inconvenientes: al prepararla había que esperar cuatro días hasta que la fermentación comenzase a producir alcohol y su duración era escasa, derivando pronto en vinagre. Su grado alcohólico era además muy bajo.

## Descripción
El muday es una bebida de color amarillo-blancuzco y aspecto turbio, que aún contiene los restos de los granos que se usaron para elaborarla. Su graduación alcohólica es baja y por ello a veces se consume como bebida refrescante, aunque sus principales usos son sociales y religiosos. Es una de las ofrendas que se hacen durante el ngillatun y también era uno de los elementos que se incluían en los entierros.

## Preparación
El modo tradicional de prepararlo es con granos de maíz secos, que se muelen y tamizan; luego se les añade agua para que se hinchen y se vuelven a moler. A estos granos molidos se les agrega más agua y se amasan. Antiguamente las mujeres que lo preparaban, además del molido, también los masticaban antes de amasarlos, pero en la actualidad solo se muele. Una vez amasados, se hierven en una olla y se deja entibiar, para luego ponerlos en un envase hasta que fermenten naturalmente o agregando un poco de levadura a la mezcla.